# Râul Făncica
Râul Făncica este un curs de apă, afluent al râului Barcău. 